# Persac
Persac är en kommun i departementet Vienne i regionen Nouvelle-Aquitaine i västra Frankrike. Kommunen ligger i kantonen Lussac-les-Châteaux som tillhör arrondissementet Montmorillon. År 2022 hade Persac 718 invånare.

## Befolkningsutveckling
Antalet invånare i kommunen Persac
| Referens: INSEE |